# Skót klánok listája
| #   | Klán                     | Címer                  | Klánfőnök | Mottó                                         | Régió                | Tartán                 |
| --- | ------------------------ | ---------------------- | --- | --------------------------------------------- | -------------------- | ---------------------- |
| 0   | Abercrombie              |                        | Baron Abercromby of Aboukir                                                                                                  | Vive ut vivas                                 | Lowlands             |                        |
| 1   | Agnew                    |                        | Crispin Agnew of Lochnaw, 11. Bt.                                                                                            | Consilo non impetu                            | Lowlands             |                        |
| 2   | Anderson                 |                        | Anderson of That Ilk | Stand sure!                                   | Lowlands             |                        |
| 3   | Anstruther               |                        | Ian Anstruther of that Ilk, 8. i 13. Bt.                                                                                     | Periissem ni periissem                        | Lowlands             |                        |
| 4   | Arbuthnott               |                        | John Campbell Arbuthnott, 16. wicehrabia Arbuthnott                                                                          | Laus Deo                                      | Lowlands             |                        |
| 5   | Armstrong                |                        | Armstrong of Mangerton | Invictus Maneo                                | Borders              |                        |
| 6   | Balfour                  |                        | Balfour of Balfour | Forward                                       | Lowlands             |                        |
| 7   | Bannerman                |                        | David Gordon Bannerman of Elsick, 15. Baronet                                                                                | Pro Patria                                    | Lowlands             |                        |
| 8   | Barclay                  |                        | Peter Barclay of Towie Barclay and of that Ilk                                                                               | Aut agere aut mori                            | Lowlands             | myśliwski tartan klanu |
| 9   | Borthwick                |                        | John Hugh Borthwick of that Ilk, 24. Lord Borthwick                                                                          | Qui conducit                                  | Lowlands             |                        |
| 10  | Boyd                     |                        | Alastair Ivor Gilbert Boyd, 7. Baron Kilmarnock                                                                              | Confido                                       | Lowlands             |                        |
| 11  | Boyle                    |                        | Patrick Robin Archibald Boyle, 10. Earl Glasgow                                                                              | Dominus providebit                            | Lowlands             |                        |
| 12  | Brodie                   |                        | Alexander Brodie of Brodie                                                                                                   | Unite                                         | Lowlands             |                        |
| 13  | Broun                    |                        | Sir William Broun of Coultson, Bt.                                                                                           | Floreat majestas                              | Lowlands             |                        |
| 14  | Bruce                    |                        | Andrew Douglas Alexander Thomas Bruce, 11. Earl Elgin                                                                        | Fuimus                                        | Lowlands             |                        |
| 15  | Buchan                   |                        | David Buchan of Auchmacoy | Non inferiora secutus                         | Lowlands             |                        |
| 16  | Buchanan                 |                        | Buchanan of Buchanan |                                               | Highlands            |                        |
| 17  | Burnett                  |                        | James Burnett of the Leys | Virescit vulnere virtus                       | Lowlands             |                        |
| 18  | Cameron                  |                        | Col. Sir Donald Cameron of Lochiel                                                                                           | Aonaibh ri cheile'                            | Highlands            |                        |
| 19  | Campbell                 |                        | Torquhil Ian Campbell, 13. diuk Argyll                                                                                       | Ne obliviscaris                               | Highlands            |                        |
| 20  | Carmichael               |                        | Richard Carmichael of Carmichael                                                                                             | Tout jour prest                               | Lowlands             |                        |
| 21  | Carnegie                 |                        | James George Alexander Bannerman Carnegie, 3i diuk Fife                                                                      | Dred God                                      | Lowlands             |                        |
| 22  | Cathcart                 |                        | Charles Alan Andrew Cathcart, 7. Earl Cathcart                                                                               | I hope to speed                               | Lowlands             |                        |
| 23  | Charteris                |                        | Francis David Charteris, 12. Earl Wemyss i 8. Earl March                                                                     | This is our charter                           | Lowlands             |                        |
| 24  | Chattan                  |                        | Malcolm K. MacKintosh of Clan Chattan                                                                                        | Touch not the catt but [without] a glove      | Highlands            |                        |
| 25  | Chisholm                 |                        | Hamish Chisholm of Chisholm                                                                                                  | Feros ferio                                   | Lowlands             |                        |
| 26  | Cochrane                 |                        | Iain Alexander Douglas Blair Cochrane, 15. Earl Dundonald                                                                    | Virtute et labore                             | Lowlands             |                        |
| 27  | Colquhoun                |                        | Ivor Colquhoun of Luss, 8. Bt.                                                                                               | Si je puis                                    | Highlands            |                        |
| 28  | Colville                 |                        | John Mark Alexander Colville, 4. wicehrabia Colville of Culross                                                              | Oublier ne puis                               | Lowlands             |                        |
| 26  | Craunston                |                        | David Cranston of that Ilk and Corehouse                                                                                     | Thou shalt want ere I want                    | Lowlands             |                        |
| 29  | Crichton                 |                        | David Maitland Makgill Crichton of that Ilk                                                                                  | God send grace                                | Lowlands             |                        |
| 30  | Cumming/Comyn            |                        | Sir Alexander Gordon Cumming of Altyre, 7. Bt.                                                                               | Courage                                       | Lowlands             |                        |
| 31  | Darroch                  |                        | Duncan Darroch of Gourock | Be watchfull                                  | Lowlands             |                        |
| 32  | Davidson                 |                        | [Alister Davidson of Davidston                                                                                               | Sapienter si sincere                          | Highlands            |                        |
| 33  | Dewar                    |                        | Michael Kenneth Dewar of that Ilk and Vogrie                                                                                 | Quid non pro patria                           | Lowlands             |                        |
| 34  | Douglas                  |                        | vacat | J`amais apriere                               | Borders & Lowlands   |                        |
| 35  | Drummond                 |                        | John Eric Drummond, 18. Earl Perth                                                                                           | Virtutem coronat honos                        | Highlands            |                        |
| 36  | Dunbar                   |                        | Sir James Dunbar of Mochrum, 14. Bt.                                                                                         | In promptu                                    | Lowlands             |                        |
| 37  | Dundas                   |                        | Dundas of Dundas | Essayez                                       | Lowlands             |                        |
| 38  | Durie                    |                        | [Andrew Durie of Durie | Confido                                       | Lowlands             |                        |
| 38  | Eliott                   |                        | Margaret Eliott of Redheugh                                                                                                  | Fortiter et recte, Soyez sage                 | Borders & Lowlands   |                        |
| 40  | Elphistone               |                        | The Rt. Hon. Lord Elphinstone                                                                                                | Cause causit                                  | Lowlands             |                        |
| 41  | Erskine                  |                        | James Thorne Erskine, 14. Earl Mar i 16. Earl Kellie                                                                         | Je pense plus                                 | Lowlands             |                        |
| 42  | Farquharson              |                        | Alwyne Farquharson of Invercauld                                                                                             | Fide et fortitudine                           | Highlands            |                        |
| 43  | Fergusson                |                        | Sir Charles Fergusson of Kilkerran, 9. Bt.                                                                                   | Dulcius ex asperis                            | Lowlands             |                        |
| 43  | Forbes                   |                        | Nigel Ivan Forbes, 23i Lord Forbes                                                                                           | Grace me guide                                | Lowlands             |                        |
| 44  | Forrester                |                        | Ben Forrester | Blaw, Hunter, Blaw Thy Horn                   | Lowlands             |                        |
| 45  | Forsyth                  |                        | Alister Forsyth of that Ilk                                                                                                  | Instaurator ruinae                            | Lowlands             |                        |
| 46  | Fraser                   |                        | Flora Marjory Fraser, Lady Saltoun of Abernethy                                                                              | All hope is my God                            | Highlands & Middland |                        |
| 47  | Fraser of Lovat          |                        | Simon Fraser, 18. Lord Lovat                                                                                                 | Je suis prest                                 | Highlands & Middland |                        |
| 48  | Gayre                    |                        | [Reinold Gayre of Gayre and Nigg                                                                                             | Super astra spero                             | Highlands            |                        |
| 49  | Gordon                   | Godło klanu Gordon     | Granville Charles Gomer Gordon, 13. Markiz Huntly                                                                            | Bydant                                        | Highlands & Middland |                        |
| 50  | Graham                   |                        | James Graham, 8. Diuk Montrose                                                                                               | Ne oublie                                     | Lowlands             |                        |
| 51  | Grant                    | Godło klanu Grant      | James Patrick Trevor Grant of Grant, 6. Baron Strathspey                                                                     | Stand fast                                    | Highlands            |                        |
| 52  | Grierson                 |                        | Sir Michael Grierson of Lag, 12. Bt.                                                                                         | Hoc securior                                  | Lowlands             |                        |
| 53  | Gunn                     |                        | Iain Alexander Gunn of Banniskirk                                                                                            | Aut pax aut bellum                            | Highlands            |                        |
| 54  | Guthrie                  |                        | Alexander Guthrie of Guthrie                                                                                                 | Sto pro veritate                              | Lowlands             |                        |
| 55  | Haig                     |                        | George Alexander Eugene Douglas Haig, 2i Earl Haig                                                                           | Tyde what may                                 | Lowlands             |                        |
| 56  | Haldane                  |                        | Martin Haldane of Gleneagles                                                                                                 | Suffer                                        | Lowlands             |                        |
| 57  | Hamilton                 |                        | Angus Douglas Hamilton, 15. Duke of Hamilton                                                                                 | Through                                       | Lowlands & Highlands |                        |
| 58  | Hannay                   |                        | David Hannay of Kirkdale and of that Ilk                                                                                     | Per ardua ad alta                             | Lowlands             |                        |
| 59  | Hay                      |                        | Merlin Sereld Victor Gilbert Moncreiffe, 24. Earl Erroll                                                                     | Serva jugum                                   | Lowlands             |                        |
| 60  | Henderson                |                        | Alistair D. Henderson of Fordell                                                                                             | Sola virtus nobilitat                         | Lowlands             |                        |
| 61  | Home                     |                        | David Douglas-Home, 15. Earl Home                                                                                            | Nulli Secundus                                | Lowlands             |                        |
| 62  | Hope                     |                        | Sir John Hope of Craighall, Bt.                                                                                              | At spes infracta                              | Lowlands             |                        |
| 63  | Hunter                   |                        | Pauline Hunter of Hunterston                                                                                                 | Cursum perficio                               | Lowlands & Highlands |                        |
| 64  | Innes                    |                        | Ines of That Ilk | Be traist                                     | Highlands            |                        |
| 65  | Irvine of Drum           |                        | David Charles Irvine of Drum                                                                                                 | Sub sole sub umbra virens                     | Lowlands             |                        |
| 66  | Jardine                  |                        | Sir Alexander Jardine of Applegarth, 12. Bt.                                                                                 | Cave adsum                                    | Lowlands             |                        |
| 67  | Johnstone                |                        | Patrick Andrew Wentworth Johnstone of Annandale and of that Ilk, 11. Earl Annandale Hartfell                                 | Nunquam non paratus                           | Lowlands & Borders   |                        |
| 68  | Keith                    |                        | James William Falconer Keith, 14. Earl Kintore                                                                               | Veritas vincit                                | Lowlands             |                        |
| 69  | Kennedy                  |                        | Archibald Angus Charles Kennedy, 8. Markiz Ailsa                                                                             | Avise la fin                                  | Lowlands & Irland    |                        |
| 70  | Kerr                     |                        | Michael Andrew Foster Jude Kerr, 13. Markiz of Lothian                                                                       | Sero et serio                                 | Lowlands & Borders   |                        |
| 71  | Kinkaid                  |                        | Arabella Kincaid of Kincaid                                                                                                  | This i`ll defend                              | Highlands            |                        |
| 72  | Lamont                   |                        | Peter N. Lamont of that Ilk                                                                                                  | Ne parcas nec spernas                         | Highlands            |                        |
| 73  | Leask                    |                        | Anne Leask of Leask. | Virtute cresco                                | Lowlands             |                        |
| 74  | Lennox                   |                        | Edward J. H. Lennox of that Ilk and Woodhead                                                                                 | I`ll defend                                   | Lowlands             |                        |
| 75  | Leslie                   |                        | James Malcolm David Leslie, 22i Earl Rothes                                                                                  | Grp fast                                      | Lowlands             |                        |
| 76  | Lindsay                  |                        | Robert Alexander Lindsay, 29. Earl Crawford i 12. Earl of Balcarres                                                          | Endure fort                                   | Lowlands             |                        |
| 77  | Livingstone              |                        | Earl of Linlithgow | Si ne puis                                    | Lowlands             |                        |
| 78  | Lokhart                  |                        | Angus H. Lockhart of the Lee                                                                                                 | Corda serrata pando                           | Lowlands             |                        |
| 79  | Logan                    |                        | Logan of that Ilk | Hoc majorum virtus                            | Lowlands             |                        |
| 80  | Lumsden                  |                        | Patrick Gillem Lumsden of that Ilk and Blanerne                                                                              | Amor patitur moras                            | Lowlands             |                        |
| 81  | Lyon                     |                        | Michael Fergus Bowes-Lyon, 18. Earl Strathmore i Kinghorne                                                                   | In Te Domine Speravi                          | Lowlands             |                        |
| 82  | MacAlister               | Godło klanu Macalister | William St J. S. MacAlester of Loup & Kennox                                                                                 | Fortiter                                      | Highlands            |                        |
| 83  | MacAlpine                |                        | MacAlpine of MacAlpine | Cuinich bas Alpan!                            | Highlands            |                        |
| 84  | MacArthur                |                        | John Alexander MacArthur of that Ilk and Milton                                                                              | Fide ot opera                                 | Highlands            |                        |
| 85  | MacAulay                 |                        | Georg Macaulay of That Ilk                                                                                                   | Dulce perriculum                              | Highlands & Lowlands |                        |
| 86  | McBain                   |                        | James Hughston McBain of McBain                                                                                              | Touch not a catt bot a targe                  | Highlands            |                        |
| 87  | Donald                   |                        | Godfrey James Macdonald of Macdonald, 8. Baron Macdonald of Slate                                                            | Per mare per terras                           | Highlands & Irland   |                        |
| 88  | MacDonald of Clan Ranald | Godło klanu Macdonald  | Ranald Alexander Macdonald of Clanranald, 24th Chief and Captain of Clanranald                                               | My hope is constant in thee                   | Highlands            |                        |
| 89  | MacDonald of Keppoch     |                        | Ranald Macdonald of Keppoch                                                                                                  | Air muir's tir                                | Highlands            |                        |
| 90  | MacDonald of Sleat       | Goddło klanu Macdonald | Sir Ian Godfrey Bosville Macdonald of Sleat, 17th Baronet, Premier Baronet of Nova Scotia, 25th Chief of Macdonald of Sleat, | Per mare per terras                           | Highlands            |                        |
| 91  | MacDonell of Glengarry   |                        | Euan Macdonell of Glengarry, 23rd Chief of Macdonell of Glengarry (13th titular Lord Macdonell).                             | Creag an Fhitich                              | Highlands            |                        |
| 92  | MacDougall               | Godło klanu Macdougall | Morag Morley MacDougall of MacDougall                                                                                        | Buaidh no bas                                 | Highlands            |                        |
| 93  | MacDuff                  |                        | Duff of Braco | Deus iuvat                                    | Highlands            |                        |
| 94  | MacEwen                  |                        | MacEwen of MacEwen | Reviresco                                     | Highlands            |                        |
| 95  | MacFarlane               |                        | MacFarlane of MacFarlane | This i`lle defend                             | Highlands            |                        |
| 96  | Gregor                   |                        | Sir Malcolm Gregor MacGregor of MacGregor, 7. Bart.                                                                          | S`rioghal mo dhream!                          | Highlands            |                        |
| 97  | MacIan of Ardnamurchan   | herb wodza klanu       | MacIan of Ardnamurchan | I hope I byde                                 | Highlands            |                        |
| 98  | MacIntyre                |                        | Donald R. MacIntyre of Glenoe                                                                                                | Per ardua                                     | Highlands            |                        |
| 99  | Morgan (MacKay)          |                        | Hugh William Mackay, 14. Lord Reay                                                                                           | Manu forti                                    | Highlands            |                        |
| 100 | MacKenzie                | Godło klanu Mackenzie  | John Ruaridh Grant MacKenzie, 5th Earl of Cromartie                                                                          | Luceo non uro                                 | Highlands & Irland   |                        |
| 101 | MacKinnon                |                        | Anne MacKinnon of MacKinnon                                                                                                  | Audentes fortuna juvat                        | Highlands            |                        |
| 102 | MacKintosh               |                        | John Lachaln Mackintosh of Mackintosh                                                                                        | Touch not the cat bot a glove                 | Highlands            |                        |
| 103 | Lachlan                  |                        | Euan Maclachlan of Maclachlan                                                                                                | Fortis et fidus                               | Highlands            |                        |
| 104 | MacLaine of Lochbuie     |                        | Lorne MacLaine of Lochbuie                                                                                                   | Vincere vel mori                              | Highlands            |                        |
| 105 | MacLaren                 |                        | Donald MacLaren of MacLaren and Achleskine                                                                                   | Creag an turie!                               | Highlands            |                        |
| 106 | MacLean                  | Godło klanu Maclean    | Hon Sir Lachlan Maclean of Duart and Morvern, 12th Bt.                                                                       | Virtue mine honour                            | Highlands            |                        |
| 107 | MacLellan                | Godło klanu MacLellan  | Lord of Kikcudbright | Think on                                      | Highlands            |                        |
| 108 | MacLennan                |                        | Ruairidh MacLennan of MacLennan                                                                                              | Dum spiro spero                               | Highlands            |                        |
| 109 | MacLeod                  | godło klanu MacLeod    | John MacLeod of Macleod | Hold fast!                                    | Highlands            |                        |
| 111 | MacLeod of Lewis         |                        | Torquil MacLeod of the Lewis                                                                                                 | Hold fast!                                    | Highlands            |                        |
| 111 | MacMillan                |                        | George MacMillan of Macmillan and Knap                                                                                       | Miseris succurrere disco                      | Highlands            |                        |
| 112 | MacNab                   |                        | James Charles Macnab of Macnab                                                                                               | Timor omnis abesto                            | Highlands            |                        |
| 113 | MacNaughten              |                        | Sir Patrick Macnaghten of Macnaghten and Dundarave, 11th Bt.                                                                 | I hope in God                                 | Highlands            |                        |
| 114 | MacNeacail               |                        | John Macneacail of Macneacail and Scorrabreac                                                                                | Sgorr-a-bhreac                                | Highlands            |                        |
| 115 | MacNaill of Barra        |                        | Ian R. MacNeil of Barra | Buaidh na bas                                 | Highlands            |                        |
| 116 | Macpherson               |                        | Sir William Macpherson of Cluny and Blairgowrie                                                                              | Touch not a cat bot a glove                   | Highlands            |                        |
| 117 | MacPhee                  |                        | MacPhee of Colonsay | Pro Rege                                      | Highlands            |                        |
| 118 | MacQuarrie               |                        | MacQuarrie of Ulva | An t`arm breac dear                           | Highlands            |                        |
| 119 | MacQueen                 |                        | MacQueen of McQueen | Constant and faithfull                        | Highlands            |                        |
| 120 | MacTavish                |                        | Steven Edward Dugald MacTavish of Dunardry                                                                                   | Non oblitus                                   | Highlands            |                        |
| 121 | MacThomas                |                        | Andrew P. C. MacThomas of Finegand                                                                                           | Deo juvante invidiam superabo                 | Highlands            |                        |
| 122 | Maitland                 |                        | Patrick Francis Maitland, 17th Earl of Lauderdale                                                                            | Consilo et animis                             | Lowlands             |                        |
| 123 | Makgill                  |                        | Ian Arthur Alexander Makgill, 14th Viscount of Oxfuird                                                                       | Sine fine                                     | Highlands            |                        |
| 124 | Malcolm(MacCallum)       |                        | Robin N. L. Malcolm of Poltalloch                                                                                            | In ardua petit                                | Highlands            |                        |
| 125 | Mar                      |                        | Margaret of Mar, Countess of Mar, 30th in line                                                                               | Pans plus                                     | Lowlands             |                        |
| 126 | Marjoribanks             |                        | Andrew George Marjoribanks of that Ilk                                                                                       | Et custos et pugnax                           | Lowlands             |                        |
| 127 | Matheson                 |                        | Fergus John Matheson of Matheson, 7th Bt.                                                                                    | Fac et spera                                  | Highlands            |                        |
| 128 | Menzies                  |                        | David R.S. Menzies of Menzies                                                                                                | Vill God I Zall                               | Highlands            |                        |
| 129 | Moffat                   |                        | Jean Moffat of that Ilk | Spero meliora                                 | Lowlands             |                        |
| 130 | Moncreiff                |                        | The Hon. Peregrine D.E.M. Moncrieffe of that Ilk                                                                             | Sur esperance                                 | Highlands            |                        |
| 131 | Montgomery               |                        | Archibald George Montgomerie, 18th Earl of Eglinton and 6th Earl of Winton                                                   | Gardes bien                                   | Lowlands             |                        |
| 132 | Munro                    |                        | Hector W. Munro of Foulis | Dread God                                     | Highlands            |                        |
| 133 | Klan Murray              |                        | John Murray, 11th Duke of Atholl                                                                                             | Tout prest                                    | Highlands            |                        |
| 134 | Napier                   |                        | The Rt. Hon. Lord Napier and Ettrick                                                                                         | Sans tache                                    | Lowlands             |                        |
| 135 | Nesbitt                  |                        | Mark Nesbitt of that Ilk | I byd it                                      | Lowlands             |                        |
| 136 | Nicolson                 |                        | David Henry Arthur Nicolson of that Ilk, 4th Baron Carnock                                                                   | Generositate                                  | Highlands            |                        |
| 137 | Ogilvy                   |                        | David George Patrick Coke Ogilvy, 8th Earl of Airlie                                                                         | A fin                                         | Highlands            |                        |
| 138 | Oliphant                 |                        | Richard Oliphant of that Ilk                                                                                                 | Tour pourvoir                                 | Highlands            |                        |
| 139 | Primrose                 |                        | 7th Earl of Rosebery | Fide et fiducia                               | Lowlands             |                        |
| 140 | Ramsay                   |                        | James Hubert Ramsay, 17th Earl of Dalhousie                                                                                  | Ora et labora                                 | Lowlands             |                        |
| 141 | Rattray                  |                        | Lachlan Rattray of Rattray                                                                                                   | Super sidera votum                            | Highlands            |                        |
| 142 | Riddell                  |                        | Sir John Riddell of that Ilk, Bt.                                                                                            | I hope to share                               | Lowlands             |                        |
| 143 | Struan                   |                        | Gilbert Robertson of Struan                                                                                                  | Virtutis gloria merces                        | Highlands            |                        |
| 144 | Rollo                    |                        | David Eric Howard Rollo, 14th Lord Rollo                                                                                     | La fortune passe partout                      | Lowlands             |                        |
| 145 | Rose                     |                        | Anna Elizabeth Guillemard Rose of Kilravock                                                                                  | Constant and true                             | Lowlands             |                        |
| 146 | Ross                     |                        | David Campbell Ross of Ross and Balnagowan                                                                                   | Spem successus alit                           | Highlands            |                        |
| 147 | Ruthven                  |                        | Alexander Patrick Greysteil Ruthven, 2nd Earl of Gowrie                                                                      | Deid shav                                     | Lowlands             |                        |
| 148 | Sandilands               |                        | The Rt. Hon. the Lord Tophichen                                                                                              | Spero meliora                                 | Lowlands             |                        |
| 149 | Scott                    |                        | Walter Francis John Scott, 9th Duke of Buccleuch 11th Duke of Queensberry                                                    | Amo                                           | Highlands & Lowlands |                        |
| 150 | Scrymgeour               |                        | Alexander Henry Scrymgeour of Dundee, 12th Earl of Dundee                                                                    | Dissipate                                     | Highlands            |                        |
| 151 | Sempill                  |                        | James William Stuart Whitmore Sempill, 21st Lord Sempill                                                                     | Keep tryst                                    | Lowlands             |                        |
| 152 | Shaw of Tordarroch       |                        | John Shaw of Tordarroch | Fide et fortitude                             | Highlands            |                        |
| 153 | Sinclair                 |                        | Malcolm Ian Sinclair, 20th Earl of Caithness                                                                                 | Commit thy work to God                        | Highlands            |                        |
| 154 | Skene                    |                        | Danus Skene of Skene | Virtutis regia merces                         | Lowlands             |                        |
| 155 | Spens                    |                        | Patrick Spens, 4th Baron Spens                                                                                               | Si deus quis contra                           | Lowlands             |                        |
| 156 | Stewart of Appin         |                        | Andrew Francis Stewart of Lorn, Appin and Ardsheal, 17th Chief of Appin                                                      | Creagh an Scaraibh (ang.The Cormorant`s Rock) | Highlands            |                        |
| 157 | Stewart of Atholl        |                        | Duke of Atholl | Furth fortune, and fill the fetters           | Highlands            |                        |
| 158 | Stewart of Galloway      |                        | Earl of Galloway | Viresci vulnere virtus                        | Lowlands             |                        |
| 159 | Stirling                 |                        | Francis John Stirling of Cader                                                                                               | Gang forward                                  | Lowlands             |                        |
| 160 | Strange                  |                        | Timothy Strange of Balcaskie                                                                                                 | Dulce quod utile                              | Lowlands             |                        |
| 161 | Stuart of Bute           |                        | The Most Hon. the Marquess of Bute                                                                                           | Nobilis est ira leonis                        | Highlands            |                        |
| 162 | Sutherland               |                        | Elizabeth Millicent, Countess of Sutherland, 24th in line                                                                    | Sans peur                                     | Highlands            |                        |
| 163 | Swinton                  |                        | Rolfe William Swinton 36. of that Ilk                                                                                        | J`espere                                      | Lowlands             |                        |
| 164 | Trotter                  |                        | Alexander Trotter of Mortonhall                                                                                              | In promptu                                    | Lowlands             |                        |
| 165 | Urquhart                 |                        | Kenneth Trist Urquhart of Urquhart                                                                                           | Meane weil speak weil and doe weil            | Highlands            |                        |
| 166 | Wallace                  |                        | Ian Francis Wallace of that Ilk                                                                                              | Pro libertate                                 | Lowlands             |                        |
| 167 | Wedderburn               |                        | Henry David Wedderburn of that Ilk, Lord Scrymgeour, Master of Dundee                                                        | Non degener                                   | Lowlands             |                        |
| 168 | Weir                     |                        | Weir of Blackwood | Vero nihil veruis                             | Lowlands             |                        |
| 169 | Wemyss                   |                        | David Wemyss of that Ilk | Je pense                                      | Lowlands             |                        |

## Fordítás
Ez a szócikk részben vagy egészben  a   Lista klanów szkockich című lengyel Wikipédia-szócikk ezen változatának fordításán alapul.  Az eredeti cikk szerkesztőit annak laptörténete sorolja fel. Ez a jelzés csupán a megfogalmazás eredetét és a szerzői jogokat jelzi, nem szolgál a cikkben szereplő információk forrásmegjelöléseként.